# Liste der Finanz- und Wirtschaftsminister von Gambia
Die Liste der Finanz- und Wirtschaftsminister von Gambia listet die Finanz- und Wirtschaftsminister des westafrikanischen Staates Gambia von 1962 bis heute auf.
Die offizielle Bezeichnung des Amtes lautete bis Mitte 2009 englisch Secretary of State for Finance and Economic Affairs, SOS, danach englisch Minister of Finance and Economic Affairs. Gewöhnlich wurden die beiden Ressorts kombiniert.
| Regierungschef                                                                 | Amtszeit                                                                       | Amtsinhaber                                                                    | Partei- zugehörigkeit                                                          | Anmerkung                                                                      |
| Britisch-Gambia (Britische Kolonie mit Vorbereitung auf eine Selbstverwaltung) | Britisch-Gambia (Britische Kolonie mit Vorbereitung auf eine Selbstverwaltung) | Britisch-Gambia (Britische Kolonie mit Vorbereitung auf eine Selbstverwaltung) | Britisch-Gambia (Britische Kolonie mit Vorbereitung auf eine Selbstverwaltung) | Britisch-Gambia (Britische Kolonie mit Vorbereitung auf eine Selbstverwaltung) |
| ------------------------------------------------------------------------------ | ------------------------------------------------------------------------------ | ------------------------------------------------------------------------------ | ------------------------------------------------------------------------------ | ------------------------------------------------------------------------------ |
| Premierminister Dawda Jawara (PPP)                                             | 1962 bis 1965                                                                  | Sheriff S. Sisay (1935–1989)                                                   | PPP                                                                            |                                                                                |
| Republik Gambia (Erste Republik)                                               |                                                                                |                                                                                |                                                                                |                                                                                |
| Premierminister Dawda Jawara (PPP)                                             | 1965 bis 1967                                                                  | Sheriff S. Sisay (1935–1989)                                                   | PPP                                                                            |                                                                                |
| Premierminister Dawda Jawara (PPP)                                             | 1967 bis 1970                                                                  | Sheriff Dibba (1937–2008)                                                      | PPP                                                                            |                                                                                |
| Staatspräsident Dawda Jawara (PPP)                                             | 1970 bis 1972                                                                  | Sheriff Dibba (1937–2008)                                                      | PPP                                                                            | Umwandlung zum präsidentiellen Regierungssystem                                |
| Staatspräsident Dawda Jawara (PPP)                                             | 1972 bis 1977                                                                  | Ibrahima Momodou Garba-Jahumpa (1912–1994)                                     | PPP                                                                            |                                                                                |
| Staatspräsident Dawda Jawara (PPP)                                             | 1977                                                                           | Lamin Bora M’Boge (1932–2008)                                                  | PPP                                                                            |                                                                                |
| Staatspräsident Dawda Jawara (PPP)                                             | 1977 bis 1978                                                                  | Assan Musa Camara (1923–2013)                                                  | PPP                                                                            |                                                                                |
| Staatspräsident Dawda Jawara (PPP)                                             | 1978 bis 1981                                                                  | Momodou C. Cham (* 1938)                                                       | PPP                                                                            |                                                                                |
| Staatspräsident Dawda Jawara (PPP)                                             | 1981 bis 1982                                                                  | Saihou S. Sabally (* 1947)                                                     | PPP                                                                            |                                                                                |
| Staatspräsident Dawda Jawara (PPP)                                             | 1982 bis 1989                                                                  | Sheriff S. Sisay (1935–1989)                                                   | PPP                                                                            | 2. Amtszeit                                                                    |
| Staatspräsident Dawda Jawara (PPP)                                             | 1989 bis 1992                                                                  | Saihou S. Sabally (* 1947)                                                     | PPP                                                                            | 2. Amtszeit                                                                    |
| Staatspräsident Dawda Jawara (PPP)                                             | 1992 bis 1994                                                                  | Bakary Bunja Dabo (* 1946)                                                     | PPP                                                                            |                                                                                |
| Republik Gambia (Zweite Republik)                                              |                                                                                |                                                                                |                                                                                |                                                                                |
| Militärregierung (AFPRC) Yahya Jammeh                                          | 1994                                                                           | Bakary Bunja Dabo (* 1946)                                                     | PPP                                                                            |                                                                                |
| Militärregierung (AFPRC) Yahya Jammeh                                          | 1994 bis 1995                                                                  | Bala Garba-Jahumpa (* 1958)                                                    |                                                                                |                                                                                |
| Militärregierung (AFPRC) Yahya Jammeh                                          | 1995                                                                           | Ousman Koro Ceesay (1962–1995)                                                 |                                                                                |                                                                                |
| Militärregierung (AFPRC) Yahya Jammeh                                          | 1995 bis 1997                                                                  | Bala Garba-Jahumpa (* 1958)                                                    |                                                                                | 2. Amtszeit                                                                    |
| Staatspräsident Yahya Jammeh (APRC)                                            | 1997 bis 2003                                                                  | Famara Jatta (1958–2012)                                                       |                                                                                |                                                                                |
| Staatspräsident Yahya Jammeh (APRC)                                            | 2003 bis 2005                                                                  | Musa Gibril Bala Gaye (* 1946)                                                 |                                                                                |                                                                                |
| Staatspräsident Yahya Jammeh (APRC)                                            | 2005                                                                           | Margaret Keita (* 1960)                                                        |                                                                                |                                                                                |
| Staatspräsident Yahya Jammeh (APRC)                                            | 2005                                                                           | Alieu N’gum (* 1950)                                                           |                                                                                |                                                                                |
| Staatspräsident Yahya Jammeh (APRC)                                            | 2009 bis 2010                                                                  | Abdou Kolley (* 1970)                                                          |                                                                                |                                                                                |
| Staatspräsident Yahya Jammeh (APRC)                                            | 2010                                                                           | Momodou S. Foon                                                                |                                                                                |                                                                                |
| Staatspräsident Yahya Jammeh (APRC)                                            | 2011 bis 2012                                                                  | Mambury Njie (* 1962)                                                          |                                                                                |                                                                                |
| Staatspräsident Yahya Jammeh (APRC)                                            | 2012 bis 2013                                                                  | Abdou Kolley (* 1970)                                                          |                                                                                | 2. Amtszeit                                                                    |
| Staatspräsident Yahya Jammeh (APRC)                                            | 2013 bis 2015                                                                  | Kebba S. Touray                                                                |                                                                                |                                                                                |
| Staatspräsident Yahya Jammeh (APRC)                                            | 2015 bis 2017                                                                  | Abdou Kolley (* 1970)                                                          |                                                                                | 3. Amtszeit                                                                    |
| Republik Gambia (Dritte Republik)                                              |                                                                                |                                                                                |                                                                                |                                                                                |
| Staatspräsident Adama Barrow (UDP)                                             | 2017 bis 2018                                                                  | Amadou Sanneh                                                                  | UDP                                                                            |                                                                                |
| Staatspräsident Adama Barrow (UDP)                                             | ab 2018 bis 2022                                                               | Mambury Njie (* 1962)                                                          |                                                                                | 2. Amtszeit                                                                    |
| Staatspräsident Adama Barrow (UDP)                                             | ab 2022                                                                        | Seedy Keita (* 1970)                                                           |                                                                                |                                                                                |